# 许州镇
许州镇，是中华人民共和国四川省绵阳市梓潼县下辖的一个乡镇级行政单位。2019年12月，撤销石台乡、小垭乡和仙峰镇，将原小垭乡、原仙峰镇和原石台乡群力村、枣垭村、铜铃村及原豢龙乡新胜村、岩湾村、桂林村、金星村所属行政区域划归许州镇管辖，许州镇人民政府驻吉阳东街224号。

## 行政区划
许州镇下辖以下地区：
吉阳里社区、红军桥社区、百顷村、南江村、联合村、燎原村、青安村、平原村、登山村、联盟村、天明村、梨园村、永兴村、三胜村、栏杆村、柳村、中坝村、腊柏村、迎江村、牛蹄山村、桥河村和天宝村。